# Søvik, Nordland
Søvik (eller Søvika) är en ort i Alstahaugs kommun i Nordland fylke i norra Norge. Orten ligger där fylkesväg 17 möter fylkesväg 828, på den södra delen av ön Alsta.
Tidigare har orten utgjort kommunens centralort.